# Княжество Айхщет
Княжеството Айхщет (на немски: Fürstentum Eichstätt) е медиатизация господство (Mediatherrschaft) в Кралство Бавария през 1817 - 1833 г. и има територия около столицата Айхщет с около 24 000 жители. Собственици на княжеството са херцозите на Лойхтенберг. През 1833 г. Бавария купува княжеството и през 1855 г. го дава обратно за три милиона баварски гулдена на наследниците на род Лойхтенберг.
Максимилиан I Йозеф Баварски дава на своя зет Йожен дьо Боарне след свалянето на Наполеон през 1817 г. за владението на Ландграфство Лойхтенберг и Княжество Айхщет с титлата Херцог на Лойхтенберг.
Князе:
1. Йожен дьо Боарне (1781–1824), 1817 баварски херцог на Лойхтенберг.
2. Огюст дьо Боарне (1810–1835), 2. херцог на Лойхтенберг от 1824 г., син на предния.